# Tarławecki Róg
Tarławecki Róg (deutsch Mittenort) ist eine kleine Siedlung in der polnischen Woiwodschaft Ermland-Masuren und gehört zur Stadt- und Landgemeinde Węgorzewo (Angerburg) im Powiat Węgorzewski (Kreis Angerburg).

## Geographische Lage
Tarławecki Róg liegt im Nordosten der Woiwodschaft Ermland-Masuren, elf Kilometer südwestlich der Kreisstadt Węgorzewo (Angerburg).

## Geschichte
Die damalige kleine Ortschaft Mittenort wurde am 28. März 1874 als eine zum Steinorter Forst zugehörige Försterei gegründet und war bis 1945 ein Wohnplatz in der – 1928 vom Gutsbezirk umgewandelten – Landgemeinde Taberlack (polnisch Tarławki). Sie war Teil des Amtsbezirks Steinort (polnisch Sztynort) im Kreis Angerburg im Regierungsbezirk Gumbinnen der preußischen Provinz Ostpreußen.
Im Jahre 1945 kam Mittenort wie alle Orte im südlichen Ostpreußen in Kriegsfolge zu Polen und erhielt die polnische Bezeichnung „Tarławecki Róg“. Heute es eine kleine Siedlung im Verbund der Stadt- und Landgemeinde Węgorzewo im Powiat Węgorzewski, vor 1998 der Woiwodschaft Suwałki, seither der Woiwodschaft Ermland-Masuren zugehörig.

## Kirche
Mittenort war vor 1945 in die evangelische Kirche Rosengarten in der Kirchenprovinz Ostpreußen der Kirche der Altpreußischen Union und in die katholische Kirche Zum Guten Hirten in Angerburg im damaligen Bistum Ermland eingepfarrt. Heute gehören die katholischen Kirchenglieder Tarławecki Rógs zur Pfarrei Radzieje im jetzigen Bistum Ełk (Lyck) der Römisch-katholischen Kirche in Polen, während sich die evangelischen Einwohner zur Kirchengemeinde in Węgorzewo orientieren, einer Filialgemeinde der Pfarrei in Giżycko (Lötzen) in der Diözese Masuren der Evangelisch-Augsburgischen Kirche in Polen.

## Verkehr
Tarławecki Róg liegt an einer Nebenstraße, die von Kamionek Wielki (Ziegelei Steinort) über Tarławki (Taberlack) und Surwile (Serwillen) in den Powiat Kętrzyński (Kreis Rastenburg) nach Silec (Schülzen) führt. Ein Landweg verbindet außerdem Zacisz (Südenort) mit Tarławecki Róg.
Die nächste Bahnstation ist Kamionek Wielki an der – allerdings jetzt nicht mehr regulär betriebenen – Bahnstrecke Kętrzyn–Węgorzewo (Rastenburg–Angerburg). Bis 1945 bestand über die Station Schülzen (polnisch Silec) außerdem Anschluss an die Bahnstrecke Rastenburg–Drengfurth der Rastenburger Kleinbahnen.